# Changyuraptor
Changyuraptor é um gênero de dinossauros predadores de "quatro asas". É conhecido por um único espécime fóssil que representa a espécie, Changyuraptor yangi, que foi descoberto nos depósitos do Cretáceo Inferior (125 milhões de anos) na província de Liaoning, na China. C. yangi pertence ao grupo dos dinossauros terópodes Dromeossaurídeos do clado Microraptoria.
Na época de sua descoberta, C. yangi era o maior dinossauro de quatro asas conhecido.

## Descrição
A análise do fóssil na Universidade da Cidade do Cabo, na África do Sul, revela que o espécime era um adulto totalmente crescido, com aproximadamente 1,2 metros (3,9 pés) de comprimento e estima-se pesar 4 quilos (8,8 libras), e tinha aproximadamente o tamanho de um peru. Essas dimensões fazem com que o Changyuraptor seja conhecido como a maior espécie do clado Microraptoria de quatro asas, excedendo amostras previamente conhecidas em tamanho de pelo menos 60%.
Como outras espécies do clado Microraptoria, o Changyuraptor tinha penas em todo o seu corpo, incluindo antebraças e membros posteriores, o que dá a aparência de ter dois pares de asas a mais. A presença de penas longas em todos os seus quatro membros também sugere que esses dinossauros poderiam voar.
A cauda do dinossauro é longa e emplumada, com penas finais de até 30 centímetros (12 polegadas) de comprimento, equivalendo aproximadamente a 30% do comprimento total do esqueleto do animal. Este comprimento excede o comprimento recorde de 7 polegadas (18 centímetros) para as penas de dinossauros não aviários. Acredita-se que as penas de cauda alongadas ajudariam a proporcionar aterrissagens mais suaves e seguras. Eles poderiam ter mais controle ao levantar voo uma característica útil para um animal mais pesado, que teria alcançado uma velocidade de deslizamento mais rápida.
Enquanto as penas alongadas nos membros posteriores estavam presentes em muitos pássaros primitivos, como o Archaeopteryx, a morfologia das espécies do clado Microraptoria sugere um modelo aerodinâmico diferente dos pássaros modernos, que caracteriza-se por possuir as pernas carecas e exibir voo estável usando somente duas asas.
Os paleontólogos imaginam que o Changyuraptor teria existido ao lado de uma variedade de dinossauros predadores e herbívoros da Biota de Jehol, incluindo Yutyrannus, em florestas temperadas úmidas, principalmente vegetativas de ginkgos e coníferas, com verões quentes e secos e invernos gelados.